# Règles de course à la voile
Les Règles de course à la voile, sont éditées par la Fédération internationale de voile (ISAF) sous le titre de Racing Rules of Sailing. Elles précisent entre autres les modalités de départ et les règles de priorité pour les régates de pratiquement toutes les classes de bateaux. Ce règlement est mis à jour et publié tous les quatre ans, après les Jeux olympiques et traduit dans la langue de chaque autorité nationale. 

## Historique
C’est en 1997 que le règlement est le plus simplifié depuis les années 1940. Il est basé sur quatre règles de priorité de base (partie 2, section A du règlement) :
1. Les bateaux à bâbord amures doivent céder le passage aux bateaux allant à tribord amures.
2. Quand deux bateaux sont sur la même amure et au même endroit, le bateau sous le vent (celui qui se fait cacher le vent) a priorité sur le bateau au vent.
3. Quand deux bateaux sont sur la même amure mais l'un derrière l'autre, le bateau qui est en arrière doit s'écarter du bateau de devant.
4. Lorsqu'un bateau change d'amure (en virant ou en empannant), il doit s'écarter des autres bateaux qui ne sont pas en train de virer.

Le règlement 2013-2016 de l'ISAF, en anglais, est téléchargeable sur le site Internet de l'ISAF, en français sur le site de la Fédération française de voile.

## Signaux de course
Les courses de voiles sont dirigées par des pavillons et des signaux sonores, ces derniers pour indiquer un changement de pavillon. Les pavillons sont quelques pavillons du Code international des signaux maritimes. Durant une course et pour tout signal concernant la course, la définition des pavillons est modifiée par l'ISAF dans les règles de course, mais peuvent toujours être modifiées par le comité de course dans les instructions de course.
Chaque levée et amenée de pavillon est accompagné d'un signal sonore pour attirer l'attention. Le type de signal sonore (un coup court, deux coups courts, un long coup, etc.) est décrit par la règle des signaux. 
La signification normale des pavillons et de leurs signaux est la suivante:

### Signaux de retard de course
La flamme du code (AP) avec ou sans un pavillon numérique est utilisée pour retarder une course. Le pavillon numérique indiquerait le temps en heure du retardement.
| Signal flottant | Signal flottant | Nombre de signaux sonores lorsque le signal est lancé | Nombre de signaux sonores lorsque le signal est amené | Description                                                                                         |
|                 | AP              | signal sonore long                                    | signal sonore court                                   | Les courses pas encore commencées sont retardées.(cause pas de vent ou trop de vent)                |
|                 | AP 1            | signal sonore long                                    | signal sonore court                                   | Les courses pas encore commencées sont retardées pour une heure.                                    |
|                 | AP 2            | signal sonore long                                    | signal sonore court                                   | Les courses pas encore commencées sont retardées pour 2 heures.                                     |
|                 | AP 3            | signal sonore long                                    | signal sonore court                                   | Les courses pas encore commencées sont retardées pour 3 heures.                                     |
|                 | AP A            | signal sonore long                                    |                                                       | Les courses pas encore commencées sont retardées. Plus aucune course ne sera commencée aujourd'hui. |
|                 | AP H            | signal sonore long                                    |                                                       | Les courses pas encore commencées sont retardées. Plus d'informations à terre.                      |

### Signaux de préparation
Ces signaux flottants sont utilisés avant qu'une course commence et sont habituellement dans la séquence de départ.
| Signal flottant | Signal flottant | Nombre de signaux sonores lorsque le signal est lancé | Nombre de signaux sonores lorsque le signal est amené | Description |
|                 | P               |                                                       |                                                       | Signal de préparation normal - aucune pénalité de départ sera comptée. Un bateau au-delà de la ligne peut revenir prendre le départ par la ligne ou par une extrémité, mais doit céder le passage aux bateaux qui ne reprennent pas le départ. S'ils ne reviennent pas prendre le départ, ils auront un pointage OCS (éliminé) |
|                 | I               |                                                       |                                                       | La règle du I Flag 30.1 est considérée. Si un bateau passe la ligne durant la minute avant le départ, il doit retourner prendre le départ en contournant une extrémité de la ligne de départ. Sinon, il serait éliminé par OCS.                                                                                                |
|                 | Z               |                                                       |                                                       | Une pénalité de 20 % (règle 30.2) est comptée sur le temps des bateaux qui dépassent la ligne durant la dernière minute. |
|                 | I Z             |                                                       |                                                       | Les deux règles précédentes sont comptées. |
|                 |                 |                                                       |                                                       | Tout bateau dépassant la ligne avant le départ sera disqualifié par la règle 30.3. |